# 开枪射击令

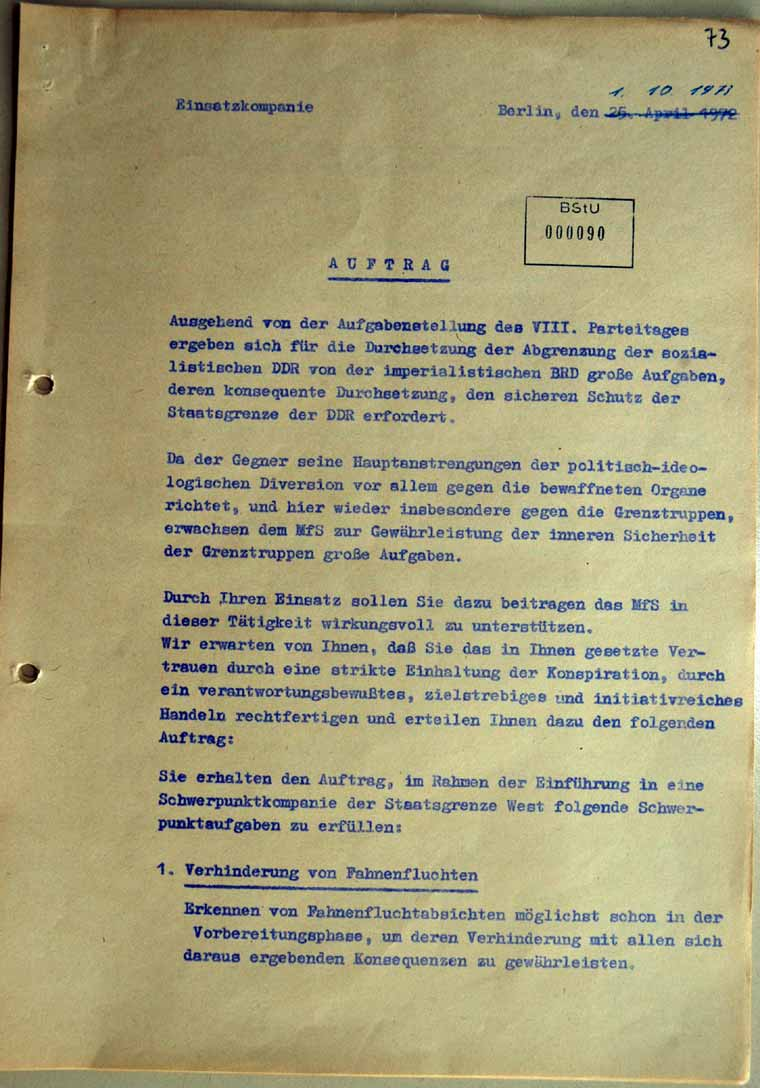
《开枪射击令》的一页

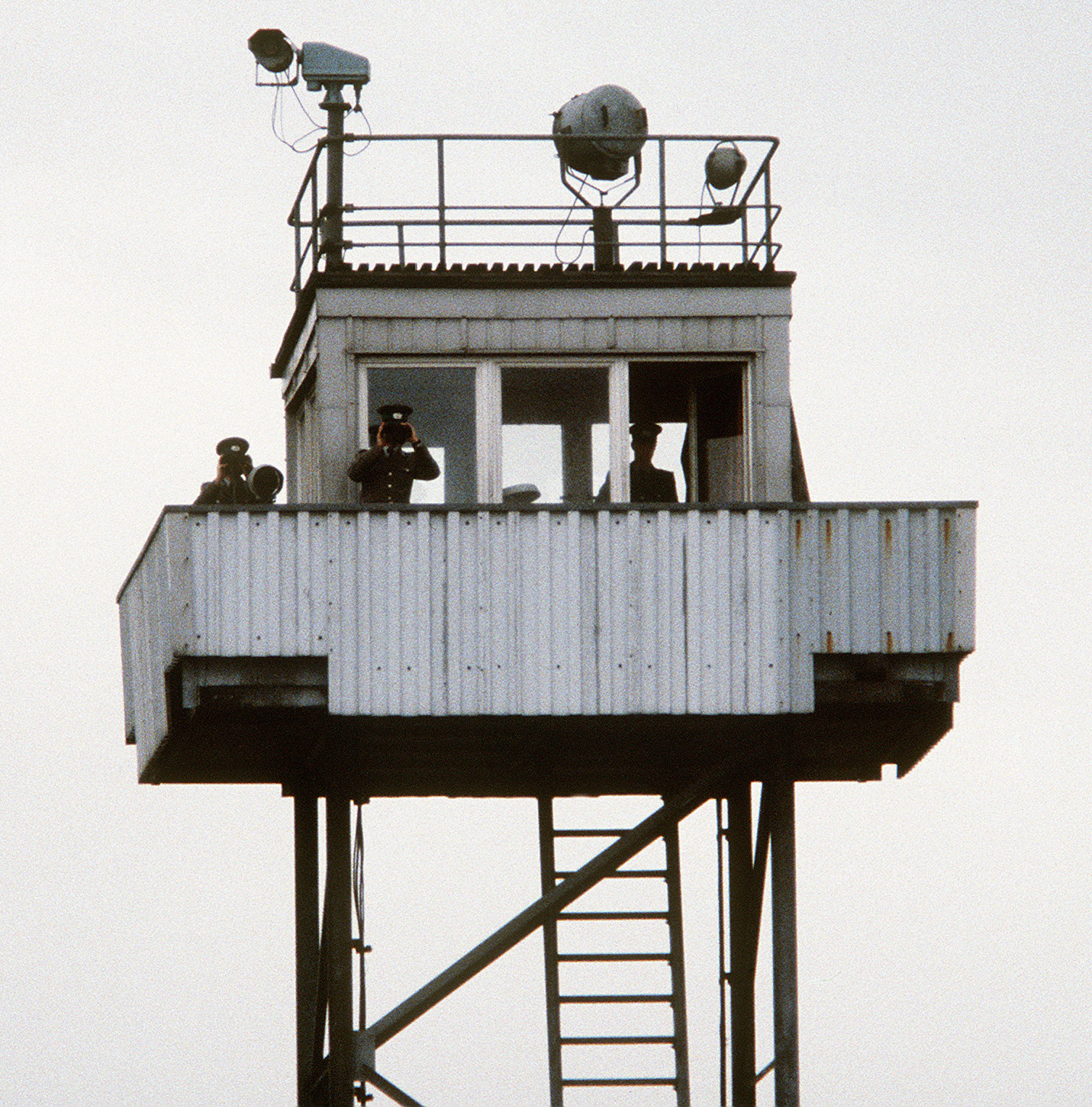
三名边防军警卫在德國國內邊界的观察哨上进行观察，摄于1984年

开枪射击令（德語：Schießbefehl）是指东德边防军的一项指令，该命令允许边防军对非法穿越德国国内边界的东德难民予以枪击拦截。该命令在1960年至1989年间以不同的形式存在，最终在1982年通过《边境法案》（Grenzgesetzes）第27条加以合法化。

## 法律基础

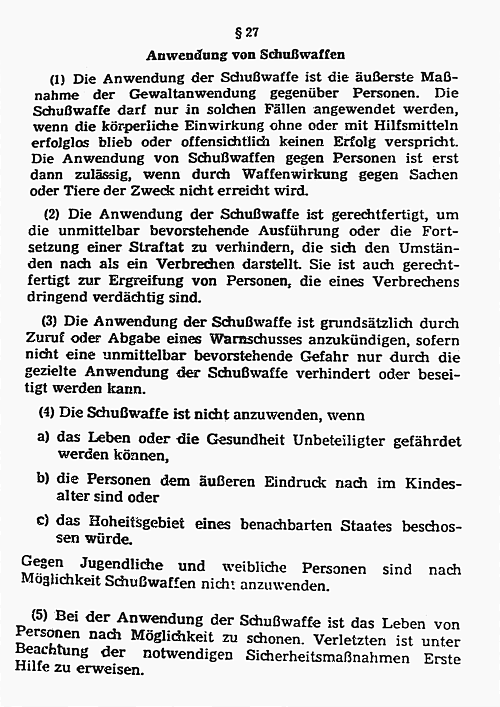
《边境法案》第27条中对使用武器的规定

最初在边防军的《边境管理条例》（Grenzdienstordnung）中曾涉及枪支的使用，即“果断動武”（Schusswaffengebrauchsbestimmung），在1961年柏林墙修建前，仅对边防军自卫使用枪支有所规定。
1982年5月1日，《边境法案》（Grenzgesetzes）正式生效，在第27条中針對武器的使用給予規定。边防军承担“保卫德意志民主共和国边境不受侵犯，以及防止入侵东德领土等挑衅行为”的任务。如果对人员的其他阻击手段未能奏效，武器作为阻碍越境者的最后手段，使用武器将是合理的。
这一法案规定了使用武器的程序：
- 首先进行口头警告，向越境者喊道：“停下，边防军，站住！”（德語：Halt, Grenzposten, stehenbleiben!）
- 若越境者不理会警告，可鸣枪示警，若仍未停下，可继续警告：“停下，边防军，站住否则我將开枪！”（德語：Halt! Grenzposten, stehenbleiben oder ich schieße!）
- 最后，若越境者仍继续前进，边防军就瞄准射杀，最好是对腿部开枪，以使他停下。

法案在第27条第4款规定对儿童、青少年和妇女不适用以上指令。
在该法案之前，开枪射击的指令仅通过边防军内部指令下达。该法案生效后，对越境者开枪射击首次具备了法律基础。1989年12月22日，这项指令被废除。

## 执行上级命令不免责
1990年10月两德统一后，所谓的“死亡射手”（Todesschützen）——即被指控在东德边境射杀试图逃离的人士的士兵——在联邦法院接受审判，案件被称为“围墙射手审判”（Mauerschützen-Prozesse）。此外，东德边防部队和东德国防委员会的高级军官也遭起诉。判决普遍认为，即便是普通士兵，也应当认识到东德的边境法与《公民权利和政治权利国际公约》存在根本冲突，故此这些法令不应视为合法，而是一种形式化的不公正，士兵们有义务违抗指挥官的命令。这是执行上级命令不免责的典型案例。